# František Sušil

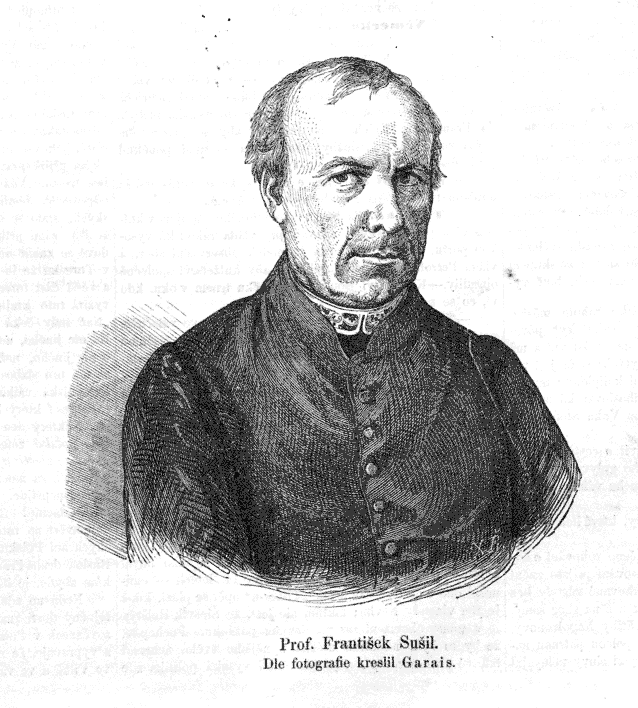
František Sušil

František Sušil (geboren am 14. Juni 1804 in Neu-Raußnitz (heute Rousínov) in Mähren; gestorben am 31. Mai 1868 in Bistritz am Hostein) war ein tschechischer Priester, der als Literat, Volksliedersammler, Sprachforscher und Dichter bekannt wurde.

## Leben
Sušil war Sohn eines Gastwirts in Neu-Raußnitz und war bereits in seiner Jugend interessiert an Bildung und Büchern. Entsprechend besuchte er nach den lokalen Schulen das deutschsprachige Gymnasium in Kremsier und begann dann ein Studium in Brünn, wo er die klassischen Sprachen sowie Deutsch, Englisch und Französisch studierte. In diese Studienzeit fielen bereits seine ersten eigenen Dichtungen auf Tschechisch, die er zwischen 1823 und 1826 in verschiedenen tschechischen Journalen platzieren konnte. Gefördert wurde er von seinem piaristischen Professor Dominik Kynský. Wie dieser schlug Sušil ab 1823 die Priesterlaufbahn ein und studierte am bischöflichen Seminar in Brünn bei Professor Cyrill Napp Hebräisch, Syrisch, Chaldäisch und Arabisch.
Sušil wurde 1827 zum Priester geweiht und trat seine erste Stelle als Kaplan in Wolframitz an, danach wurde er Seelsorger in dem hauptsächlich deutschsprachigen Kumrowitz (heute als Komárov ein Stadtteil von Brno). Er hielt sich dort durch Bezug literarischer wie auch theologischer Schriften auf dem Laufenden. Auch musisch interessiert, begann er mit der gewissenhaften Sammlung und Niederschrift mährischer Volkslieder, die er über 30 Jahre lang in ganz Mähren fortführte, wobei er sich ausschließlich auf die orale Tradition vor Ort verließ. Eine erste Publikation zu diesem Thema erschien 1833; 1858 gab er die erweiterte zweite Auflage seiner Mährischen Volkslieder heraus, die dann bereits 1800 Volksweisen in 4 Heften enthielt. Bei seinem Lebensende hatte er die Melodien von 2091 Volksliedern aufgezeichnet sowie 2361 dazugehörige Texte.
1835 bewarb er sich mit einer Habilitationsschrift über die slawische Bibelübersetzung auf den Lehrstuhl für das Neue Testament in Brünn, und wurde zum 20. Februar 1837 zum Professor ernannt, eine Tätigkeit, die er bis 1868 ausübte. Dabei blieb Sušil unparteiisch im damals noch nicht offen ausgetragenen Böhmischen Sprachenkonflikt und zeigte sich auch gegenüber Protestanten tolerant. Seine Moderation und Gelehrsamkeit ließen ihn zu einer sehr angesehenen Person werden: 1848 ernannte ihn der Brünner Bischof Anton Ernst von Schaffgotsch zum „Titular-Konsistorialrat“, 1862 nahm er ihn in die Reihe seiner Wirklichen Räte auf. Ab 1850 war Sušil Mitglied in der von ihm mitbegründeten „Heredität der Hh. Cyrill und Method“, sowie später der „Sanct Prokops-Heredität“ in Prag. Am 14. Dezember 1864 wurde Sušil von Franz Joseph I. zum Ehrenkanonicus des Brünner Domkapitels erhoben. 1865 verlieh ihm die Universität Wien einen Ehrendoktor der Theologie.
Sušil starb während einer Kur in den Heilbädern von Bistřitz am Hostein. Er wurde auf dem städtischen Friedhof in Brünn beigesetzt, wo er noch vor 1871 ein Grabdenkmal aus schlesischem Marmor mitsamt Büste erhielt, mit einem Grabspruch, welcher ihn als Diener sowohl von Vaterland wie Kirche ehrte.

## Werke

### Eigenständige Publikationen
- Moravské národné pisně (Mährische Volkslieder, 1833 verlegt durch Joseph Jiří Trassler)
- De versione slavica (Über die slavische Bibelübersetzung, Habilitationsschrift Brünn 1835)
- Spisy svátých otců apoštolských. Přeložil, vysvětlil a úvody opatřil (Die Schriften der h. apostolischen Väter, übersetzt, erläutert und mit Einleitungen versehen., Brünn 1837, in 2. Auflage 1849)
- Sbírka nova s 288 nápěvy (Neue Sammlung mit 288 Gesängen, 1840 verlegt durch Trassler)
- Hymny církevní převedl a vyložil F. Sušil (Kirchenlieder mit Vorwort und Erläuterungen von F. Sušil, 1846 bei F. Wimmer; in 2. Auflage 1856 bei Nitsche und Grosse)
- Básně (Dichtungen, Brünn 1847)
- Růže a trní. Básně (Rosen und Dornen. Gedichte, Brünn 1851 bei Nitsche)
- O prosodii (Von der Prosodie, Brünn 1856 bei Rudolph Rohrer)
- Krátká prosodie česká. Pro začátečníky zepsal (Kurze čechische Prosodie. Für Anfänger geschrieben., Brünn 1861 und 1863 als 2. und 3. Auflage von "O prosodii" bei Nitsche)
- Zebrané básně (Gesammelte Dichtungen, als 2. Auflage von "Básně", Brünn 1862)

### Herausgabe von Übersetzungen
- Josefa Flavia o válce židovské a vlastní životopis. Přeložené staré zcela opravené (Josephus Flavius, vom Kriege der Juden und Selbstbiographie. Ganz neu bearbeitete Uebersetzung. , Brünn 1856, bei Nitsche und Grosse)
- Anthologie z Ovida, Katulla, Propertia a Musea. Přeložil, F. Sušil (Blumenlese aus dem Ovid, Catullus, Propertius und Musäus, Übersetzung durch F. Sušil. Brünn 1861, bei A. Nitsche)
- Evangelium sv. Matouše. Přeloženo a obšírně vyloženo (Evangelium des h. Matthäus. Uebersetzt und ausführlich erläutert, Prag 1864)

### Mitwirkung an Periodika
- Časopis pro katolické duchovenstvo (Zeitschrift für die katholische Geistlichkeit)
- Časopis českého Museum (Zeitschrift des böhmischen Museums)
- Hlas církevní (Die Stimme der Kirche)
- Moravan (Mährischer Kalender)